# Suttor River
Suttor River är ett vattendrag i Australien. Det ligger i delstaten Queensland, omkring 980 kilometer nordväst om delstatshuvudstaden Brisbane.
Trakten runt Suttor River är nära nog obefolkad, med mindre än två invånare per kvadratkilometer. Genomsnittlig årsnederbörd är 752 millimeter. Den regnigaste månaden är januari, med i genomsnitt 202 mm nederbörd, och den torraste är oktober, med 8 mm nederbörd.